# 1289 Kutaïssi
1289 Kutaïssi è un asteroide della fascia principale del diametro medio di circa 25,62 km. Scoperto nel 1933, presenta un'orbita caratterizzata da un semiasse maggiore pari a 2,8615700 UA e da un'eccentricità di 0,0585493, inclinata di 1,61237° rispetto all'eclittica.
Il suo nome è dedicato all'omonima città georgiana.